# Jacob Krop
Jacob Krop (ur. 4 czerwca 2001) – kenijski lekkoatleta specjalizujący się w biegach długodystansowych.
W 2019 został wicemistrzem Afryki juniorów na dystansie 5000 metrów oraz zajął 6. miejsce na światowym czempionacie w Dosze. Piąty zawodnik biegu na 3000 metrów podczas halowych mistrzostw świata (2022). W tym samym roku zdobył w Eugene srebro mistrzostw świata na dystansie 5000 metrów i brązowy medal na tym dystansie na igrzyskach Wspólnoty Narodów w Birmingham. Brązowy medalista czempionatu globu w Budapeszcie (2023).
Medalista mistrzostw Kenii.

## Osiągnięcia
| Rok  | Impreza                     | Miejsce    | Konkurencja         | Pozycja     | Wynik    |
| ---- | --------------------------- | ---------- | ------------------- | ----------- | -------- |
| 2019 | Mistrzostwa Afryki juniorów | Abidżan    | bieg na 5000 metrów | 2. miejsce  | 13:14,44 |
| 2019 | Mistrzostwa świata          | Doha       | bieg na 5000 metrów | 6. miejsce  | 13:03,08 |
| 2022 | Halowe mistrzostwa świata   | Belgrad    | bieg na 3000 metrów | 5. miejsce  | 7:43,26  |
| 2022 | Mistrzostwa świata          | Eugene     | bieg na 5000 metrów | 2. miejsce  | 13:09,98 |
| 2022 | Igrzyska Wspólnoty Narodów  | Birmingham | bieg na 5000 metrów | 3. miejsce  | 13:08,48 |
| 2023 | Mistrzostwa świata          | Budapeszt  | bieg na 5000 metrów | 3. miejsce  | 13:12,28 |
| 2024 | Igrzyska olimpijskie        | Paryż      | bieg na 5000 metrów | 10. miejsce | 13:18,68 |

## Rekordy życiowe
- Bieg na 3000 metrów (stadion) – 7:28,83 (2024)
- Bieg na 3000 metrów (hala) – 7:31,35 (2023)
- Bieg na 5000 metrów – 12:45,71 (2022)